# Корунка
Корунка (рум. Corunca) — село у повіті Муреш в Румунії. Адміністративний центр комуни Корунка.
Село розташоване на відстані 258 км на північний захід від Бухареста, 5 км на південний схід від Тиргу-Муреша, 82 км на схід від Клуж-Напоки, 122 км на північний захід від Брашова.

## Населення
За даними перепису населення 2002 року у селі проживали 1624 особи.
Національний склад населення села:
| Національність | Кількість осіб | Відсоток |
| -------------- | -------------- | -------- |
| угорці         | 1448           | 89,2%    |
| румуни         | 138            | 8,5%     |
| цигани         | 34             | 2,1%     |

Рідною мовою назвали:
| Мова      | Кількість осіб | Відсоток |
| --------- | -------------- | -------- |
| угорська  | 1455           | 89,6%    |
| румунська | 132            | 8,1%     |
| циганська | 33             | 2,0%     |